# Distretto di Szigetvár
Il distretto di Szigetvár (in ungherese Szigetvári járás) è un distretto dell'Ungheria, situato nella provincia di Baranya.